# Ilja Prachař
Ilja Prachař (* 30. April 1924 in Malenovice bei Zlín; † 10. August 2005 in Prag) war ein tschechischer Schauspieler.
Prachař begann seine Karriere beim Künstlerischen Ensemble der Armee in Zlín und Ostrau. 1954 trat er im Theater des S.K.Neumann und seit 1959 im Divadlo na Vinohradech in Prag auf. Er stand in mehr als 80 Theaterrollen auf der Bühne, in 90 Filmen und 130 Fernsehfilmen und Serien vor der Kamera. Dem tschechischen Publikum war er vor allem als Trautenberk in der Fernsehserie Krkonošské pohádky (1974) (dt. etwa Riesengebirgsmärchen) bekannt. In Deutschland war er unter anderem im König des Böhmerwalds (1959), aber auch in der Verfilmung von Ladislav Fuks’ Der Leichenverbrenner (1968) zu sehen.
Sein Sohn David Prachař ist ebenfalls Schauspieler.

## Filmografie (Auswahl)
- 1963: Transport aus dem Paradies (Transport z ráje)
- 1968: Der Leichenverbrenner (Spalovač mrtvol)
- 1969: Blutspuren (Po stopách krve)
- 1970: Einer von Ihnen ist der Mörder (Jeden z nich je vrah)
- 1970: Hündchen des Lord Carlton (Psíci lorda Carltona)
- 1973: Das Hundekommando (Počkám až zabiješ)
- 1975: Die Spur führt ins Berghotel (Holka na zabití)
- 1975: Ein fideles Haus (Chalupáři)
- 1977: Merkwürdiger Ausflug (Podivný výlet)
- 1977: Schatten eines heißen Sommers (Stíny horkého léta)
- 1977: Schatten des fliegenden Vogels (Stín létajicího ptáka)
- 1978: Penelope
- 1978: Verfolgt und verdächtigt (Stíhan a podezřelý)
- 1980: Signum Laudis
- 1983: Hirtenjunge aus dem Tal (Pasáček z doliny)